# Xenerodiops mycter
Lo xenerodiope (Xenerodiops mycter) è un uccello estinto, appartenente ai ciconiiformi. Visse nell'Oligocene inferiore (circa 33 milioni di anni fa) e i suoi resti fossili sono stati ritrovati in Egitto, nel ben noto giacimento di El Fayum.

## Descrizione
Gli unici resti noti di questo animale sono costituiti da un becco incompleto e da un omero sinistro, che hanno permesso comunque agli scienziati di ricostruire il possibile aspetto di Xenerodiops: le dimensioni dovevano essere leggermente superiori a quelle di un airone cenerino attuale, ma l'aspetto era relativamente diverso a causa dello strano becco. Il rostro, infatti, era piuttosto corto, pesante e incurvato all'ingiù, differente da quello di qualunque altro ciconiiforme. L'omero era abbastanza robusto, e suggerisce che questo animale fosse di struttura altrettanto robusta.

## Classificazione
Nonostante gli scarsi resti fossili, gli studiosi ritengono che questo animale appartenesse a una famiglia a sé stante, quella degli Xenerodiopidae, probabilmente appartenente ai Ciconiiformes e forse imparentato con la famiglia degli aironi (Ardeidae) o quella delle cicogne (Ciconiidae). Ulteriori ricerche, invece, hanno ipotizzato che questo animale fosse un rappresentante aberrante degli Ardeidae, nella sottofamiglia Nycticoraciinae. Un altro airone di grandi dimensioni vissuto in Africa è Zeltornis, del Miocene inferiore della Libia.

## Stile di vita
Lo xenerodiope viveva in un ambiente fluviale di clima tropicale, circondato da acquitrini. In ogni caso, non è chiaro lo stile di vita di questo misterioso uccello: il rostro era molto mobile e sembra che l'animale fosse in grado di esercitare un morso potente. Morfologicamente, lo xenerodiope potrebbe essere stato una via di mezzo tra i tipici aironi dal becco appuntito e le mitterie, adatte a nutrirsi in acque torbide afferrando le prede. 